# Eurycotis floridana
La cucaracha de Florida  (Eurycotis floridana)  es una especie de insecto blatodeo de la familia Blattidae propia de Florida y el Caribe.

## Características
Es una gran cucaracha  que llegan a alcanzar  38 a 51 mm de longitud. Son negras, y con un cuerpo ancho, y lustroso,  y aparenta a primera vista ser áptera,  pero en realidad tiene alas muy cortas, debajo de la cabeza, que son inútiles para volar.  Cuando es molestada, suele emitir un olor fuerte, desagradable, con reminiscencia al licor  amaretto. Esta especie parece muy similar a la hembra de Blatta orientalis, y fácil de confundirla para un observador casual.

## Historia natural
Es de movimientos más lentos que otras especies.  Prefiere lugares encharcados, con mucha humedad, y calurosos. Es nativa de Florida, y de Indias Occidentales. Aunque aparece en interiores domiciliarios, especialmente si hay áreas inundadas, como baños,  sin embargo,  se la halla mayormente fuera, no siendo considerada una plaga importante en domicilios.  Es intolerante al frío,  requiere clima cálido, subtropical o tropical. Le gustan las camas de hojas de árboles, en agujeros de troncos, bajo maderos viejos, y otros desperdicios. Gusta de áreas de arbustos y forestales.  También en palmas Sabal.